# Erwin Hillier
Erwin Hillier (* 2. September 1911 in Berlin-Charlottenburg; † 2. Januar 2005 in London) war ein deutsch-britischer Kameramann.

## Leben
Er beschäftigte sich frühzeitig mit Malerei und begann 1927 ein Studium an der Berliner Hochschule für Kunst. 1929 setzte er sein Studium in London fort und kehrte danach wieder nach Berlin zurück. Durch Vermittlung von F. W. Murnau wurde er 1932 Kameraassistent bei Fritz Langs Klassiker Das Testament des Dr. Mabuse.
Im Jahr der Machtergreifung der Nationalsozialisten 1933 emigrierte Hillier und lebte fortan in London. Er kooperierte als Kameraassistent fast ausschließlich mit ausländischen Kameramännern, darunter Curt Courant und Günther Krampf.
1941 gab Hillier, inzwischen britischer Staatsbürger, sein Debüt als Chefkameramann mit der Agentenkomödie The Lady of Lisbon. In den folgenden Jahren arbeitete er für die Filmgesellschaft Archers.
Zwischen 1948 und 1968 drehte er insgesamt zehn Filme mit dem Regisseur Michael Anderson, darunter den Kriegsfilm Mai 1943 – Die Zerstörung der Talsperren und den Krimi Flüsternde Schatten. Hier und in verschiedenen anderen Schwarzweißfilmen wie dem Gruselfilm Die schwarze 13 nutzte er intensiv Licht-Schatten-Effekte.
Nach dem Ende seiner Zeit als Kameramann versuchte er sich vergeblich an der Produktion von Filmen über Anna Pawlowa und Pjotr Tschaikowski. Er war lediglich 1988 als Co-Produktionsleiter an River of Death – Fluß des Grauens beteiligt.

## Filmografie (Auswahl)
| - 1942: The Lady of Lisbon - 1944: A Canterbury Tale - 1945: Ich weiß wohin ich gehe (I Know Where I'm Going!) - 1946: Paradies der Liebe (London Town) - 1947: Zwielicht (The October Man) - 1949: Das Ende einer Reise (The Interrupted Journey) - 1950: Graf Orloffs gefährliche Liebe (Shadow of the Eagle) - 1951: Glücklich und verliebt (Happy Go Lovely) - 1951: Mit Küchenbenutzung (Young Wives' Tale) - 1952: Charleys Tante (Where's Charley?) - 1953: Hypnose gefällig...? (Will Any Gentleman...?) - 1954: Duell im Dschungel (Duel in the Jungle) - 1955: Mai 1943 – Die Zerstörung der Talsperren (The Dam Busters) - 1957: Die Frau meiner Sehnsucht (Let's Be Happy) - 1957: Das Zeichen des Falken (The Mark of the Hawk) - 1958: Flüsternde Schatten (Chase a Crooked Shadow) | - 1959: Ein Händedruck des Teufels (Shake Hands with the Devil) - 1961: Verpfiffen (A Matter of WHO) - 1961: Sieben gegen die Hölle (The Long and the Short and the Tall) - 1961: Ein Mann geht seinen Weg (The Naked Edge) - 1962: Die Küchenbullen (The Pot Carriers) - 1962: Diebe haben Vorfahrt (Go to Blazes) - 1963: Mein Freund, der Diamanten Joe (Sammy Going South) - 1965: Geheimaktion Crossbow (Operation Crossbow) - 1965: Die Verdammten der Kalahari (Sands of the Kalahari) - 1966: Die schwarze 13 (Eye of the Devil) - 1966: Das Quiller-Memorandum – Gefahr aus dem Dunkel (The Quiller Memorandum) - 1968: In den Schuhen des Fischers (The Shoes of the Fisherman) - 1969: Gwangis Rache (The Valley of Gwangi) |